# Курасов, Владимир Васильевич
Влади́мир Васи́льевич Кура́сов (7 (19) июля 1897, Санкт-Петербург — 29 ноября 1973, Москва) — советский военачальник, командующий армией и начальник штаба фронта в Великой Отечественной войне. Герой Советского Союза (7.05.1965). Генерал армии (1948). Профессор (1963).

## В Российской империи
Родился в Санкт-Петербурге в семье рабочего. Русский. Окончил 8 классов технической школы в 1913 году. С 1913 года работал в гравёрной мастерской на фабрике Экспедиции заготовления государственных бумаг.
В сентябре 1915 года зачислен в Русскую императорскую армию на правах вольноопределяющегося. Служил в запасном батальоне лейб-гвардии Семёновского полка. В 1916 году окончил Телавскую военную школу прапорщиков и отправлен в действующую армию на Первую мировую войну. С декабря 1915 года — командир взвода 148-го пехотного полка в городе Кузнецк Саратовской губернии. С февраля 1916 года воевал на Западном фронте начальником команды траншейных орудий 530-го пехотного полка в районе города Сморгонь. После Февральской революции солдаты его команды единогласно голосовали за то, чтобы подпоручик Курасов продолжал командовать подразделением.
В конце 1917 года был в Петрограде, вступил в Красную Гвардию и сформировал в ней роту, а затем и батальон. Участник Октябрьской революции.

## Гражданская война и межвоенный период
С декабря 1918 года — в Красной Армии. В гражданскую войну был инструктором 622-го стрелкового полка в Ораниенбауме, с октября 1919 года командовал отрядом моряков Балтийского флота. Участник обороны Петрограда от войск белой Северо-Западной армии генерала Н. Н. Юденича в 1919 году и подавления восстания на форте «Красная Горка». С января 1920 года служил командиром роты в 1-м караульном полку, на 5-х Петроградских командных курсах, на Петроградских курсах связи.
В 1921 году окончил Военный педагогический институт (Москва). В 1921—1929 годах командовал учебной ротой на Петроградских командных курсах, был преподавателем тактики на 75-х Ораниенбаумских объединённых командных курсах, в 3-й Объединённой интернациональной школе, в Ленинградской пехотной школе, на броневых курсах комсостава. В 1928 году вступил в ВКП(б).
В 1932 году окончил Военную академию РККА имени М. В. Фрунзе. С 1932 года служил в штабе Белорусского военного округа: помощник начальника сектора в оперативном отделе. С 1935 года — начальник штаба 16-го стрелкового корпуса Белорусского военного округа (Могилёв).
В 1936—1938 годах — слушатель Академии Генерального штаба РККА, где учился на ставшем позднее знаменитым «маршальском курсе» (на нём учились 4 будущих Маршалов Советского Союза, 6 генералов армии, 8 генерал-полковников, 1 адмирал). После её окончания оставлен в академии старшим преподавателем на кафедре тактики высших соединений. Доцент (1939). С 1940 года — начальник отдела, затем заместитель начальника Оперативного управления Генерального штаба.

## Великая Отечественная война
В первые месяцы Великой Отечественной войны полковник Курасов работал в Генеральном штабе. В декабре 1941 года назначен начальником штаба 4-й ударной армии на Северо-Западном и Калининском фронтах (командующий армией — А. И. Еременко). В ходе Торопецко-Холмской операции в январе — феврале 1942 года войска армии продвинулись менее чем за месяц почти на 300 километров (невиданный результат за весь наступательный этап битвы за Москву). С марта 1942 года — командующий войсками 4-й ударной армии, находившейся на относительно спокойном участке Калининского фронта.
С апреля 1943 года — начальник штаба Калининского фронта (в октябре 1943 года переименован в 1-й Прибалтийский фронт). Сыграл выдающуюся роль в разработке и проведении Смоленской, Невельской, Городокской операций 1943 года. В ходе Белорусской стратегической операции 1944 года войска фронта блестяще провели Витебско-Оршанскую и Полоцкую фронтовые операции. Осенью 1944 года вновь отличился в Прибалтийской операции, на Рижском и Мемельском направлениях.
С января 1945 года войска фронта принимали участие в Восточно-Прусской стратегической операции, а также самостоятельно провели фронтовую операцию по ликвидации Мемельского плацдарма врага и освобождению города Мемель (Клайпеда). В феврале 1945 года в связи с сокращением протяженности линии фронта 1-й Прибалтийский фронт был упразднён, на его базе создана Земландская группа войск 3-го Белорусского фронта. Генерал-полковник Курасов назначен начальником штаба этой группы. В апреле 1945 года войска этой группы провели Земландскую операцию, разгромили группировку врага на Земландском полуострове и совместно с Балтийским флотом высадили десант на косу Фрише-Нерунг.
По оценке несколько лет воевавшего с ним И. Х. Баграмяна: «человек высокой штабной культуры и большого организаторского таланта».
Был также и человеком незаурядного гражданского мужества. Когда в декабре 1941 года был отдан под суд начальник оперативного отдела штаба 4-й ударной армии полковник И. И. Леднёв по личному приказу начальника штаба Северо-Западного фронта Н. Ф. Ватутина за то, что не знал ситуации в полосе армии (немцы прорвали оборону одной из дивизий, когда Леднёву Курасов разрешил покинуть штаб для отдыха, и звонок Ватутина застал Леднёва ещё спящим) и при этом Ватутин требовал расстрела Леднёва, В. В. Курасов доложил о случившимся «через голову» Ватутина в Москву и добился отмены расстрела.

## Послевоенные годы
За несколько дней до окончания войны был назначен заместителем начальника Генерального штаба. Но прослужил в этой должности менее двух месяцев и в июне 1945 года В. В. Курасов назначен начальником штаба Советской военной администрации в Германии. Затем — заместитель Главнокомандующего, с апреля 1946 года — Главнокомандующий Центральной группой войск в Австрии и Верховный комиссар в Австрии от СССР.
С 20 апреля 1949 года генерал армии Курасов В. В. — начальник Высшей военной академии имени К. Е. Ворошилова (тогдашнее название Военной академии Генерального штаба). С 8 июня 1956 года — заместитель начальника Генерального штаба по военно-научной работе — начальник Военно-научного управления Генерального штаба. В декабре 1961 года вторично назначен начальником Военной академии Генерального штаба Вооружённых сил СССР, профессор (1963). С марта 1963 года В. В. Курасов — представитель Главнокомандующего Объединёнными вооружёнными силами государств — участников Варшавского договора в Национальной народной армии Германской Демократической Республики.
Указом Президиума Верховного Совета СССР от 7 мая 1965 года «за умелое руководство войсками, мужество, отвагу и героизм, проявленные в борьбе с немецко-фашистскими захватчиками, и в ознаменование 20-летия победы советского народа в Великой Отечественной войне 1941—1945 гг.» генералу армии Курасову Владимиру Васильевичу присвоено звание Героя Советского Союза с вручением ордена Ленина и медали «Золотая Звезда».
С апреля 1968 года — военный инспектор-советник Группы генеральных инспекторов Министерства обороны СССР.
Депутат Верховного Совета Украинской ССР 2-го созыва (1947—1951). Депутат Московского городского Совета депутатов трудящихся.
Умер 29 ноября 1973 года в Москве. Похоронен на Новодевичьем кладбище.

## Воинские звания
- Полковник (1935)
- Генерал-майор (28.10.1941)
- Генерал-лейтенант (21.05.1942)
- Генерал-полковник (28.06.1944)
- Генерал армии (12.11.1948)

## Награды

Могила В. В. Курасова на Новодевичьем кладбище.

- Герой Советского Союза, Указ Президиума Верховного Совета СССР от 7 мая 1965 года, «за умелое руководство войсками, личное мужество, проявленные в борьбе с немецко-фашистскими захватчиками, и в ознаменование 20-летия Победы советского народа в Великой Отечественной войне»;
- Четыре ордена Ленина (21.02.1945, 20.07.1947, 18.07.1957, 7.05.1965);
- Четыре ордена Красного Знамени (5.05.1942, 3.11.1944, 22.02.1948, 22.02.1968);
- Два ордена Суворова I степени (29.07.1944, 19.04.1945);
- Орден Кутузова I степени (22.09.1943);
- Медаль «За оборону Москвы» (1944);
- Медаль «За взятие Кёнигсберга» (1945);
- Ряд других медалей СССР[7];

иностранные ордена
- Орден Белого льва «За Победу» 2-й степени (Чехословакия);
- Чехословацкий Военный крест 1939 года;
- Орден Знамени II степени (ВНР);
- Орден Венгерской свободы II степени (5.09.1946);
- Орден «За заслуги перед Отечеством» в золоте (ГДР)
- Большой крест ордена Заслуг Венгерской Народной Республики (11.04.1947);
- Орден Полярной звезды (Монголия, 6.07.1971);
- Три медали МНР.

## Воспоминания
Наше первое знакомство с ним состоялось в 1935—1936 годах во время оперативно-стратегических поездок, проводившихся командующим Белорусским военным округом И. П. Уборевичем….. В первых числах августа 1941 года я стал начальником Оперативного управления и заместителем начальника Генерального штаба, а В. В. Курасов — заместителем начальника Оперативного управления. Он много помогал Б. М. Шапошникову и мне в те тяжелые месяцы войны. На протяжении последующих лет возглавлявшиеся Владимиром Васильевичем штабы армий и фронтов всегда получали высокую оценку Ставки Верховного Главнокомандования и руководства Генерального штаба. Установившимися между нами ещё в те годы дружественными отношениями я очень дорожу и по сей день.
— Дважды Герой Советского Союза  Маршал Советского Союза  Василевский А.М.  Дело всей жизни. Издание второе, дополненное.   -  М: Издательство Политической литературы, 1975. С.444.

Владимира Васильевича я очень хорошо знал ещё по совместной учёбе в академии Генерального штаба в 1936—1938 годах. После успешного окончания курса обучения мы с ним в течение двух лет были старшими преподавателями кафедры тактики высших общевойсковых соединений этой же академии и ещё тогда стали настоящими друзьями. Но осенью 1940 года наши пути разошлись: я был назначен в войска Киевского Особого военного округа, а он в Генеральный штаб. …

В. Курасова отличала высокая общая и штабная культура, огромная работоспособность, умение быстро схватывать в боевых событиях главное, сделать надлежащие общие выводы, наилучшим образом охарактеризовать сущность сложившейся обстановки для принятия правильного решения. Все эти положительные качества генерала Курасова и его незаурядные способности в вопросах организации управления войсками в различных видах операций весьма обнадёживали меня. Я хорошо понимал, что в его лице обрёл одарённого и эрудированного начальника штаба фронта. До конца войны мы с ним работали, что называется, душа в душу.
— Герой Советского Союза  Маршал Советского Союза  Баграмян И.Х.  Так  шли мы к победе. -  М: Воениздат, 1977.- С.266.

## В литературе
В. В. Курасов упоминается в книге В. О. Богомолова «Момент истины (В августе сорок четвёртого)» как «известный своей вдумчивостью и высокой культурой мышления».